# Тарґовниця
Тарґовниця (пол. Targownica, нім. Seehof) — село в Польщі, у гміні Моґільно Моґіленського повіту Куявсько-Поморського воєводства.
Населення — 101 особа (2011).
У 1975-1998 роках село належало до Бидгощського воєводства.

## Демографія
Демографічна структура станом на 31 березня 2011 року:
|          | Загалом | Допрацездатний вік | Працездатний вік | Постпрацездатний вік |
| -------- | ------- | ------------------ | ---------------- | -------------------- |
| Чоловіки | 42      | 8                  | 33               | 1                    |
| Жінки    | 59      | 22                 | 27               | 10                   |
| Разом    | 101     | 30                 | 60               | 11                   |